# Stora Käringsjön, Södermanland
Stora Käringsjön är en sjö i Gnesta kommun i Södermanland och ingår i Trosaåns huvudavrinningsområde.